# Betonkopf (Preis)
Der Betonkopf ist ein Negativpreis, der vom Allgemeinen Behindertenverband Land Brandenburg e.V. (ABB) jährlich „für die drastischste Diskriminierung von Menschen mit Behinderungen“ durch nicht barrierefrei ausgeführte Baumaßnahmen in Brandenburg vergeben wird.

## Hintergrund
Der ABB e.V. wurde im Jahr 1990 gegründet, ist im Allgemeinen Behindertenverband in Deutschland (ABiD) als Mitglied organisiert und selbst Dachverband von 23 regional tätigen Vereinen und Selbsthilfegruppen.
Nach den Diskussionen über die Ausgrenzung von Behinderten schreibt seit 1994 das Baurecht vor, dass neu errichtete öffentliche Gebäude barrierefrei zugänglich sein müssen. In das deutsche Grundgesetz wurde ein Benachteiligungsverbot in Artikel 3, Absatz 3 aufgenommen („Niemand darf wegen seiner Behinderung benachteiligt werden“). Trotzdem ist die Realisierung des barrierefreien Bauens noch nicht gut. Insbesondere die Sensibilisierung der meist lokalen Entscheidungsträger ist noch nicht hinreichend vorhanden.
Seit 2004 macht der ABB durch die jährliche Verleihung des Betonkopfs „besonders krasse Verstöße gegen das Baurecht und die damit verbundene Diskriminierung behinderter Menschen öffentlich“.

## Wirkung
Bereits im ersten Jahr 2004 nahmen die Bauaufsichtsbehörden des Landes Brandenburg in einer Sitzung der Amtsleiter den Preis wahr. Seitdem wird über die Verleihung des Betonkopfes landesweit berichtet, vor allem in jenen Regionalteilen, in denen die jeweiligen Preisträger beheimatet sind. Des Weiteren wird der Preis von Organisationen für die Gleichstellung Behinderter in Pressemitteilungen benutzt, um auf die Probleme des mangelnden barrierefreien Bauens aufmerksam zu machen, so z. B. das Ministerium für Arbeit, Soziales, Frauen und Familie des Landes Brandenburg und Aktion Mensch. In gleicher Weise dient der Preis Politikern und Parteien auf dieses Thema aufmerksam zu machen. Schließlich findet der Preis auf Onlineplattformen, welche sich um die Belange Behinderter kümmern, Verbreitung im deutschsprachigen Raum.

## Ausgezeichnete
- 2019 – Brandenburgischer Kulturbund e. V.[10]
- 2018 – Märkisch-Oderland Bus[11]
- 2017 – Blindenleitsystem Busplatz Döbern, Landkreis Spree-Neiße
- 2016 – Blindenleitsystem Bahnhofsvorplatz Brandenburg an der Havel
- 2015 – Bahnhof Eisenhüttenstadt
- 2014 – Ministerium für Umwelt, Gesundheit und Verbraucherschutz des Landes Brandenburg und die Kassenärztliche Vereinigung des Landes Brandenburg
- 2013 – Verwaltung des Landtages des Landes Brandenburg und das Ministerium der Finanzen[2]
- 2012 – Gemeinde Wiesengrund für die Sanierung der Kindertagesstätte „Sonnenschein“ in Trebendorf
- 2011 – Ministerium für Wirtschaft und Europaangelegenheiten
- 2010 – Schlossturm Lübben
- 2009 – Landmarke Lausitz
- 2008 – Großsteinpflaster
- 2007 – Supermarktdrehkreuz
- 2006 – Bahnhof Luckenwalde
- 2005 – Ministerium für Infrastruktur
- 2004 – Gemeindezentrum Falkenrehde[12]

## Kritik
Die Bewertungskriterien des ABB wurden bemängelt, der Negativpreis im Falle des neuen Landtags in Brandenburg als „Beschädigung“ des Gebäudes bezeichnet. „Nirgendwo wurden baurechtliche Vorschriften zur Barrierefreiheit missachtet“, so das zuständige Ministerium.